# Wykładnia prowspólnotowa
Wykładnia prounijna (dawniej, tj. przed wejściem w życie Traktatu z Lizbony, zwana prowspólnotową; w orzecznictwie Trybunału Sprawiedliwości Unii Europejskiej – wykładnia zgodna;  inne dalej aktualne nazwy to: wykładnia na korzyść prawa unijnego, wykładnia przychylna prawu unijnemu oraz wykładnia w zgodzie z prawem unijnym lub wykładnia prawa krajowego w świetle (w "duchu") prawa Unii Europejskiej) – interpretowanie przepisów i innych "składników" prawa krajowego w taki sposób, by maksymalnie jak to możliwe dały się one pogodzić z zawartością prawa Unii Europejskiej. Dotyczy to w szczególności wykładni postanowień ustaw uchwalonych celem implementacji poszczególnych dyrektyw unijnych. Wówczas wykładnia ta może być również zwana wykładnią prawa krajowego w zgodzie z dyrektywami. 
Poza przepisami dyrektyw przedmiotem prounijnej wykładni prawa krajowego od strony prawa Unii Europejskiej może być prawo pierwotne(traktaty założycielskie i akcesyjne wraz z załącznikami i protokołami dodatkowymi), rozporządzenia, decyzje, a także tzw. akty nieustawodawcze i unijne soft law. Istotną rolę będzie odgrywało tu też orzecznictwo TSUE, jakie objaśnia to, jak należy rozumieć poszczególne postanowienia prawa unijnego. Ponadto, w ramach wykładni prounijnej prawa krajowego będziemy również dążyć do pogodzenia tego prawa z wiążącym Unię Europejską prawem międzynarodowym (w tym zwłaszcza umowami międzynarodowymi, jakie zostały przez Unię zawarte). 
Od strony prawa krajowego przedmiot wykładni prounijnej mogą stanowić, oprócz wymienionych wyżej aktów rangi ustawowej, rozporządzenia wykonawcze, prawo miejscowe, a także postanowienia "narodowych" konstytucji. Wykładnią prounijną od strony prawa krajowego objęte są również akty prawnie niewiążące oraz precedensy sądowe, de iure, oraz, jak się wydaje, de facto, tudzież prawne zwyczaje i prawo zwyczajowe.      
Przeprowadzenie wykładni prounijnej przez organy krajowe, z wyjątkiem gdy jej przedmiotem miałyby być akty prawne o mocy prawnie niewiążącej (te muszą być jedynie przez te organy uwzględniane), jest ich obowiązkiem, a nie uprawnieniem. To znaczy, że niezastosowanie się do tego wymogu równa się naruszeniu prawa Unii Europejskiej i może rodzić po stronie Państw Członkowskich obowiązek pokrycia szkód, jakie poniosły z tego powodu jednostki. Choć sam ten obowiązek, nie wynika wyraźnie z żadnego z postanowień traktatów, a jedynie z orzecznictwa Trybunału Sprawiedliwości UE. Jego uzasadnieniem jest dążenie do zapewnienia prawu unijnemu należytej dozy efektywności, a także niejako przy okazji zbliżenie do siebie ustawodawstw krajowych.      
By wyznaczyć granicę obowiązku przeprowadzania przez organy krajowe wykładni prounijnej, podaje się wiele konkurencyjnych rozwiązań. Granicę tę można bowiem upatrywać w możliwym znaczeniu językowym (leksykalnym) przepisów prawa krajowego, w zakazie dokonywania takiej wykładni ze skutkiem contra legem, jak i w ogólnym wymogu, by stosowanie tego rodzaju wykładni przez organy krajowe nie doprowadziło do naruszenia pewności i przewidywalności prawa, zwłaszcza w tych dziedzinach prawa, w których te dwie wartości powinny być w sposób szczególny chronione (prawo karne, podatkowe). Pewną granicę stanowi tu także sam zakres kompetencji ("jurysdykcji"), jakimi dysponuje dany organ krajowy, tudzież możliwości interpretacyjne (swoboda, zakres uznania/luzu decyzyjnego) takiego organu. Co więcej, czasem, z uwagi na potrzebę ochrony ww. wartości przeprowadzenie prounijnej wykładni prawa krajowego będzie w świetle prawa unijnego nie tylko nie nakazane, ale i zakazane.
Sama wykładnia prounijna może przebiegać według różnych modeli: modelu wzorca interpretacyjnego oraz modelu harmonizacji kontekstów. Pierwszy z nich oparty jest na dwóch wzorcach interpretacyjnych: krajowym oraz unijnym, jakie musi zbudować krajowy organ stosujący prawo, odpowiednio na podstawie prawa krajowego oraz prawa Unii Europejskiej. Wzorce te mają przy tym postać ogólnych lub indywidualno-konkretnych norm prawnych, jakie – gdyby nie brak możliwości bezpośredniego stosowania niektórych postanowień prawa unijnego – samodzielnie mogłyby stanowić podstawę rozstrzygnięcia w sprawie rozpoznawanej przez organ krajowy. Drugi z modeli zakłada wzajemne mieszanie czynników wpływających na sposób interpretacji prawa krajowego oraz prawa unijnego (o charakterze językowym, systemowym, teleologicznym, itd.).